# أشباح ميسيسبي
أشباح ميسيسبي (بالإنجليزية: Ghosts of Mississippi)‏ هو فيلم دراما أمريكي من إخراج روب راينر وبطولة أليك بالدوين، ووبي غولدبرغ، جيمس وودز وكريج تي نيلسون، صدر الفيلم في 20 ديسمبر 1996.

## روابط خارجية
- أشباح ميسيسبي على موقع IMDb (الإنجليزية)
- أشباح ميسيسبي على موقع روتن توميتوز (الإنجليزية)
- أشباح ميسيسبي على موقع نتفليكس (الإنجليزية)
- أشباح ميسيسبي على موقع قاعدة بيانات الأفلام العربية
- أشباح ميسيسبي على موقع ألو سيني (الفرنسية)
- أشباح ميسيسبي على موقع Turner Classic Movies (الإنجليزية)
- أشباح ميسيسبي على موقع أول موفي (الإنجليزية)
- أشباح ميسيسبي على موقع بوكس أوفيس موجو (الإنجليزية)
- أشباح ميسيسبي على موقع فيلمافينيتي (الإسبانية)
- أشباح ميسيسبي على موقع قاعدة بيانات الأفلام السويدية (السويدية)

لم يتم العثور على روابط لمواقع التواصل الاجتماعي.